# Tephroseris fuscata
Tephroseris fuscata là một loài thực vật có hoa trong họ Cúc. Loài này được (Hayek) Holub miêu tả khoa học đầu tiên năm 1973.